# Ehrenpromotion 2018/19
Die Ehrenpromotion 2018/19 war die 105. Spielzeit in der zweithöchsten luxemburgischen Spielklasse im Fußball der Männer. Sie begann am 19. August 2018 und endete planmäßig mit dem letzten Spieltag am 19. Mai 2019.

## Tabelle
| Pl.                  | Verein                        | Sp. | S  | U  | N  | Tore    | Diff. | Punkte |
| -------------------- | ----------------------------- | --- | -- | -- | -- | ------- | ----- | ------ |
| 1.                   | FC Rodingen 91 (A)            | 26  | 19 | 4  | 3  | 058:180 | +40   | 61     |
| 2.                   | FC Blue Boys Muhlenbach       | 26  | 18 | 5  | 3  | 055:250 | +30   | 59     |
| 3.                   | Swift Hesperingen             | 26  | 18 | 1  | 7  | 073:270 | +46   | 55     |
| 4.                   | US Esch (A)                   | 26  | 16 | 4  | 6  | 047:280 | +19   | 52     |
| 5.                   | UN Käerjéng 97                | 26  | 12 | 8  | 6  | 047:310 | +16   | 44     |
| 6.                   | FC Wiltz 71                   | 26  | 11 | 6  | 9  | 045:340 | +11   | 39     |
| 7.                   | Union Mertert-Wasserbillig    | 26  | 9  | 8  | 9  | 041:410 | ±0    | 35     |
| 8.                   | FC Mamer 32 (R)               | 26  | 9  | 3  | 14 | 041:590 | −18   | 30     |
| 9.                   | FC Jeunesse Junglinster (N)   | 26  | 7  | 6  | 13 | 025:420 | −17   | 27     |
| 10.                  | FC Jeunesse Canach            | 26  | 5  | 11 | 10 | 042:450 | −3    | 26     |
| 11.                  | FC 72 Erpeldingen             | 26  | 7  | 5  | 14 | 042:630 | −21   | 26     |
| 12.                  | Atert Bissen (N)              | 26  | 6  | 7  | 13 | 031:520 | −21   | 25     |
| 13.                  | FC Koeppchen Wormeldingen (N) | 26  | 3  | 6  | 17 | 024:650 | −41   | 15     |
| 14.                  | US Sandweiler                 | 26  | 4  | 2  | 20 | 031:720 | −41   | 14     |
| Stand: Saisonschluss |                               |     |    |    |    |         |       |        |

| (A) | Absteiger aus der BGL Ligue                                   |
| (R) | Verbleib in der Ehrenpromotion durch Gewinn der Barragespiele |
| (N) | Neuaufsteiger aus den 1. Divisionen                           |

## Relegation

### Aufstieg
| Paarung           | US Hostert – Swift Hesperingen |
| Ergebnis          | 2:0 (2:0) |
| Datum             | 24. Mai 2019 um 20:00 Uhr |
| Stadion           | Stade Rue Henri Dunant, Luxemburg-Beggen |
| Zuschauer         | 2.058 |
| Schiedsrichter    | Ivo Manuel Torres (Luxemburg) |
| Tore              | 1:0 René Peters (40.), 2:0 Jérémy Serwy (41.) |
| US Hostert        | Valentin Roulez – Cedric Steinmetz, Rasheed Eichhorn, Eric Hoffmann, Chris Stumpf – René Peters, Leon Schmit (61. Dine Dango-Hendrix), Jérémy Serwy, Aldin Dervisevic (84. Juncai Wang) – Khalid Lahyani (89. Alexandre Sacras), Corenthyn Lavie Cheftrainer: Henri Bossi |
| Swift Hesperingen | Yannick Suzanne – Pit Fehlen, Ismaël Bouzid, Cedric Kockelmann (74. Ivan Albanese), Kenan Hadžić (53. Souleimane Regui) – Brian Dauphin, Valentin Sannier, Aydine Correia, Mohamed Ghaz – Brian Babit, Frederic Marques Cheftrainer: Dan Theis                            |
| Besonderheiten    | In der 57. Minute hält Valentin Roulez (US Hostert) einen Foulelfmeter von Brian Dauphin (Swift Hesperingen). |

### Abstieg
| Paarung                    | Atert Bissen – Yellow Boys Weiler-la-Tour |
| Ergebnis                   | 1:3 n. V. (1:1, 0:1) |
| Datum                      | 25. Mai 2019 um 17:00 Uhr |
| Stadion                    | Stade Jean Donnersbach, Lintgen |
| Zuschauer                  | 1.406 |
| Schiedsrichter             | Laurent Kopriwa (Walferdingen) |
| Tore                       | 0:1 Glenn Gomes Borges (15.), 1:1 Djalo Bacari (89., FE), 1:2 Amadou Camara (99.) , 1:3 Amadou Camara (100.) |
| Atert Bissen               | Boris Bassene – Rick Theis, Gilles Kettels, Flavio Campos (46. Rene Yougbare), Dylan Fernandes – Rodolfo Esgaio, Nelito Da Cruz, Leonildo Mendes, Micael Morais (62. Edson Gaspar/91. Vasco Antunes) – Andy Teixeira, Djalo Bacari Cheftrainer: Filipe Vila Verde          |
| Yellow Boys Weiler-la-Tour | Christopher Gonzalez – Paul Gomez (109. Selim Ainahi), Jonathan Furst, Andy Reuter, Sidney Loes – Johan Bellini, Joyce Regazzi (81. Cliff Bernard), Glenn Gomes Borges, Levy Rougeaux – Michel Martins, Kevin Hoffmann (67. Amadou Camara) Cheftrainer: Joao Pedro Almeida |

| Paarung                | FC 72 Erpeldingen – FC Blo-Wäiss Medernach |
| Ergebnis               | 1:3 n. V. (0:0, 0:0) |
| Datum                  | 27. Mai 2019 um 20:00 Uhr |
| Stadion                | Terrain ZAC Klengbousbierg, Bissen |
| Zuschauer              | 1.897 |
| Schiedsrichter         | Alain Durieux (Schieren) |
| Tore                   | 0:1 Daniel Pereira (99., FE), 1:1 Jeff Angelsberg (108.), 1:2 Fabio Cardoso (115.), 1:3 François Augusto (120..+3') |
| FC 72 Erpeldingen      | Mike Ewertz – Daniel Alexis Da Cunha Pereira, Sébastien Do Rosario, Bartlomiej Pietrasik, Tom Scheier (94. Michael Barrela Rodrigues), Jeff Angelsberg – Antonio Fonseca Santos – Keinus Bunga N'Kala, Dany Pereira do Rio, Marc Weis (81. Christian Ferreira Machado), Edgar Da Silva (64. Pit Bassing) Cheftrainer: Charles Leweck                               |
| FC Blo-Wäiss Medernach | Loïc Parnasse – Dany Pereira, Tony Lavinas Barrela (59. Fabio Miguel Fama Gaspar), Antonio Manuel Oliveira Carvalho, Billy Barrela Lavinas – Dany Lavinas (69. Steve Goncalves Veiga) (111. Patrick Leiros), Fabio Cardoso, Daniel Pereira Ricardo, Adriel Guimaraes Santos – Nivaldo Mendes (90. Rui Rebelo), François Augusto Cheftrainer: Joao Teixeira Fonseca |

## Torschützenliste
| Pl. | Name             | Mannschaft                 | Tore |
| --- | ---------------- | -------------------------- | ---- |
| 01. | Frederic Marques | Swift Hesperingen          | 29   |
| 02. | Fine Bop         | Blue Boys Muhlenbach       | 18   |
| 03. | Brian Babit      | Swift Hesperingen          | 13   |
| 04. | Amel Ćosić       | Blue Boys Muhlenbach       | 12   |
| 04. | Brian Dauphin    | Swift Hesperingen          | 12   |
| 04. | Burak Sözen      | Union Mertert-Wasserbillig | 12   |

Saisonende

## Stadien
| Name                        | Stadt          | Verein                     | Kapazität |
| --------------------------- | -------------- | -------------------------- | --------- |
| Stade Alphonse Theis        | Hesperingen    | Swift Hesperingen          | 4.000     |
| Stade Jos Philippart        | Rodingen       | FC Rodingen 91             | 3.400     |
| Käerjenger Dribbel          | Niederkerschen | UN Käerjeng 97             | 2.500     |
| Stade Am Poetz              | Wiltz          | FC Wiltz 71                | 2.200     |
| Stade Am Ga                 | Wormeldingen   | FCK Wormeldingen           | 2.000     |
| Stade de la Sure            | Wasserbillig   | Union Mertert-Wasserbillig | 1.800     |
| Stade Francois Trausch      | Mamer          | FC Mamer 32                | 1.750     |
| Terrain ZAC Klengbousbierg  | Bissen         | Atert Bissen               | 1.500     |
| Terrain Route de Luxembourg | Junglinster    | Jeunesse Junglinster       | 1.500     |
| Stade Mathias Mamer         | Luxemburg      | FC Blue Boys Muhlenbach    | 1.096     |
| Stade Rue de Lenningen      | Canach         | FC Jeunesse Canach         | 1.000     |
| Stade Norbert Hubsch        | Sandweiler     | US Sandweiler              | 1.000     |
| Stade An der Trell          | Erpeldingen    | FC 72 Erpeldingen          | 1.000     |
| Zone d’activité Lankhelz    | Esch/Alzette   | US Esch                    | 1.000     |